# Igre brez meja
Attention... trois, deux, un... (štartni žvižg)— Začetni stavek v francoščini Gennara Oliviera in Guida Pancaldija pred štartom tekmovalcev
Igre brez meja (v francoščini Jeux sans frontières, s kratico JSF) je bila televizijska oddaja v produkciji Evropske Radiodifuzne zveze, ki je izhajal iz francoske oddaje Intervilles, ki je še izhajala iz italijanske oddaje Campanile sera. V Združenem kraljestvu se je imenovala It's a Knockout, medtem ko so jo v drugih državah predvajali z neposrednim prevodom francoskega naslova. Oddaja je bila predvajana med leti 1965 in 1982 ter med leti 1988 in 1999.

## Zgodovina
Zamisel za oddajo je imel francoski predsednik Charles de Gaulle, ki si je želel, da bi se francoski in nemški mladeniči spoznali s tekmovanjem z namenom, da bi se okrepile prijateljske vezi med državama. Leta 1965 so trije Francozi (Pedro Brime, Claude Savarit in Jean-Louis Marest) predlagali, da bi se lahko igre razširile tudi na druge evropske države.
Prva sezona je bila na sporedu 1965 in nato vsako poletje do leta 1982. Po večletnem premoru je bila oddaja zopet na sporedu med leti 1988 in 1999. Igre so bile podobne Olimpijskim igram, v katerih je vsako državo, vsako oddajo, predstavljalo različno mesto, ki se je preko zabavnih iger spopadlo z mesti drugih držav. Medtem ko je bila oddaja skoraj vse sezone predvajana iz enega izmed mest, se je v zadnjih štirih sezonah predvajala iz enega samega mesta. V prvi sezoni so sodelovale Belgija, Francija, Zahodna Nemčija ter Italija, v vseh sezonah pa je sodelovalo skupno 20 držav. Italija je bila edina država, ki je sodelovala v vseh sezonah.
Med leti 1966 in 1982 sta bila uradna sodnika Švicarja Gennaro Olivieri in Guido Pancaldi. S ponovnim oddajanjem je postal uradni sodnik Belgijec Denis Pettiaux, ki sta ga spremljala Bernard Galley in Carlo Pegoraro.
Uspeh Iger brez meja je presegel vsako napoved in so oddajo gledali po vsej Evropi. Leta 1977 je eno izmed oddaj hkrati gledalo več kot 17 milijonov gledalcev. Tudi sezone od leta 1988 dalje so imele še kar dober uspeh.
| Država                   | Leta, v katerih je sodelovala              | Št. sezon      | Št. zmag |
| ------------------------ | ------------------------------------------ | -------------- | -------- |
| Belgija                  | 1965-1982, 1988-1989                       | 20             | 2        |
| Zvezna republika Nemčija | 1965-1980                                  | 16             | 6        |
| Francija                 | 1965-1968, 1970-1982, 1988-1992, 1997-1999 | 25             | 3        |
| Italija                  | 1965-1982, 1988-1999                       | 30             | 4        |
| Švica                    | 1967-1982, 1992-1999                       | 24             | 2        |
| Združeno kraljestvo      | 1967-1982                                  | 16             | 4        |
| Nizozemska               | 1970-1977, 1997-1998                       | 10             | 0        |
| Lihtenštajn              | 1976                                       | 1 (eno oddajo) | 0        |
| Jugoslavija              | 1978-1982, 1990                            | 6              | 0        |
| Portugalska              | 1979-1982, 1988-1998                       | 15             | 5        |
| Španija                  | 1988, 1990-1992                            | 4              | 1        |
| San Marino               | 1989-1991                                  | 3              | 0        |
| Wales                    | 1991-1994                                  | 4              | 0        |
| Tunizija                 | 1992                                       | 1              | 0        |
| Češkoslovaška            | 1992 (samo s češkimi mesti)                | 1              | 1        |
| Češka                    | 1993-1995                                  | 3              | 2        |
| Grčija                   | 1993-1999                                  | 7              | 0        |
| Madžarska                | 1993-1999                                  | 7              | 3        |
| Slovenija                | 1994, 1996-1997, 1999                      | 4              | 0        |
| Malta                    | 1994-1995                                  | 2              | 0        |

## Tekmovanje
Države so se preizkušale v igrah, s katerimi so pridobivale točke. V igrah, kjer so se države čutile močnejše, so lahko zaigrale jolly, ki jim je dal dvakrat toliko točk, kolikor je bila igra vredna. V letih 1988, 1989 in 1994 se je uveljavila "stava", s katero so lahko države pridobile še dodatne točke.

## Druge značilnosti
Do leta 1995 se je oddaja premikala po mestih držav, ki so sodelovale. Od leta 1996 dalje so se oddaje odvijale v fiksnih mestih: leta 1996 v Turinu, leta 1997 v Budimpešti, leta 1998 v Trentu ter leta 1999 v kraju Isola di Capo Rizzuto. Vsako državo je predstavljala Mednarodna avtomobilska oznaka.

## Televizijsko oddajanje
Ker je to bil program v produkciji EBU, so oddajo predvajale različne televizijske postaje. Italija je oddajo predvajala najprej na postaji Rai 2, kasneje na postaji Rai 1. Belgija je oddajo predvajala na postajah RTBF in BRT.
V devetdesetih letih je Češkoslovaška oddajo predvajala na CST, Francija na France 2, Španija na TVE 1, Portugalska na RTP 1. Šest sezon je oddajo predvajala Jugoslavija preko televizijske postaje JRT, kasneje je oddajo štiri sezone predvajala RTV Slovenije na svojem prvem kanalu SLO1.
Uvod v oddajo je bila Charpentierova skladba Te Deum, glasbena kulisa vseh oddaj EBU.